# Albert Lutuli
Albert John Lutuli (scris și Luthuli, n. c. 1898, Bulawayo - d. 21 iulie 1967, Stanger), cunoscut și sub numele zulu Mvumbi, a fost un profesor și om politic din Africa de Sud.
În perioada 1952–1967 a fost președinte al Congresului Național African.
În 1960 a primit Premiul Nobel pentru Pace pentru rolul jucat în lupta non-violentă împotriva apartheidului. Este primul african care a primit acest prestigios premiu.
Ziua decesului său, 21 iulie, a intrat în calendarul sfinților Bisericii Episcopale Americane.